# Kelurahan Panggungrejo (administrativ by i Indonesien, lat -7,63, long 112,92)
Kelurahan Panggungrejo är en administrativ by i Indonesien.   Den ligger i provinsen Jawa Timur, i den västra delen av landet, 700 km öster om huvudstaden Jakarta.